# 10. Königlich Bayerische Infanterie-Brigade
Die 10. Infanterie-Brigade war ein Großverband der Bayerischen Armee.

## Geschichte
Der Großverband wurde am 1. April 1871 als Besatzungsbrigade in Metz errichtet und formierte sich ab 1. Oktober 1890 als 10. Infanterie-Brigade. Von 1901 bis zur Auflösung 1919 befand sich das Kommando in Bayreuth.
1914 war die Brigade Teil der 5. Division. Ihr unterstanden folgende Einheiten:
- 7. Infanterie-Regiment „Prinz Leopold“ in Bayreuth
- 19. Infanterie-Regiment „König Viktor Emanuel III. von Italien“ in Erlangen
- Bezirkskommando Bayreuth
- Bezirkskommando Hof

Die Brigade wurde zu Beginn des Ersten Weltkrieges im Rahmen der 6. Armee an der Westfront eingesetzt.

## Kommandeure
| Dienstgrad   | Name                                | Datum                                   |
| ------------ | ----------------------------------- | --------------------------------------- |
| Generalmajor | Karl von Horn                       | 01. April 1871 bis 24. April 1875       |
| Generalmajor | Adolf von Heinleth                  | 25. April 1875 bis 17. November 1878    |
| Generalmajor | Friedrich von Muck                  | 18. November 1878 bis 2. November 1880  |
| Generalmajor | Benignus von Safferling             | 03. November 1880 bis 11. November 1886 |
| Generalmajor | Moriz von Orff                      | 12. November 1886 bis 5. März 1890      |
| Generalmajor | Maximilian von Giehrl               | 06. März 1890 bis 8. Mai 1893           |
| Generalmajor | Karl Schuhmacher                    | 09. Mai 1893 bis 13. Juni 1894          |
| Generalmajor | Albert von Hirschberg               | 14. Juni 1894 bis 19. Juli 1896         |
| Generalmajor | Luitpold von der Tann-Rathsamhausen | 20. Juli 1896 bis 1. Juni 1899          |
| Generalmajor | Karl Leichtenstern                  | 02. Juni 1899 bis 31. März 1901         |
| Generalmajor | Otto Walther von Walderstötten      | 01. April 1901 bis 27. Oktober 1902     |
| Generalmajor | Ludwig Obermair                     | 28. Oktober 1902 bis 20. August 1905    |
| Generalmajor | Ferdinand Böhm                      | 21. August 1905 bis 22. Mai 1908        |
| Generalmajor | Eugen von Benzino                   | 23. Mai 1908 bis 3. Mai 1910            |
| Generalmajor | Friedrich Hurt                      | 04. Mai 1910 bis 30. September 1912     |
| Generalmajor | Gustav von Heydenaber               | 01. Oktober 1912 bis 9. April 1915      |
| Generalmajor | Ignaz von Godin                     | 10. April 1915 bis 28. Oktober 1916     |
| Generalmajor | Georg Heimeran                      | 28. Oktober 1916 bis Kriegsende         |